# 沙發 (網路用語)
沙發是中國大陸慣用的網路用語，台灣和香港一般則用「頭香」一詞表示之，其義為「第一篇回應文」，其來由眾說紛紜。

## 來源說法

### 成人論壇
据说沙发这个词最早出现是在一个成人论坛，基本上沙发的由来是：有人发了美女图，回帖的人说好正点，要坐沙发手淫。然后，凡是发了好图得到支持的都说坐沙发。后来，许多思想高尚的人不理解沙发这个词然后就认为沙发指的是第一个回帖的人。

### 發帖速度
另一个解释是：“一群人在看贴，突然很新的一个资源出来，第一个回帖的感叹了一句：，之后所有的新资源都有人上去感叹。沙发就是的谐音，然后就这么流传下来了。”許多網友喜歡在知名BBS、部落格網站，等待發表文章，以搶在在第一時間回應為榮，獲得第一篇回應的位置即稱作坐沙發，這群社群被稱作「沙發族」。沙發族熱衷於搶坐沙發的動機，一種說法是在網路上獲得親近名人的滿足和網友的認同。而台灣和香港的用語來自民俗慶典活動插頭香。

### 首樓音變
還有一個解釋就是“首發帖”的譯音，因為論壇的回帖都是以樓作單位，為了辨別第几個回帖的訪客，都回講是几樓的訪客，如果是第一個回帖的人，為了分別跟發表者搞混，都會稱之為“首發”，再後來就演變成譯音的“沙發”。

## 引申
在沙发之后跟贴的人常用“板凳”、“地板”等比沙发垂直高度低的事物来表示自己是第二或第三个阅读者。以此为基础甚至还引申出“地下室”等。

## 批评
有些人批评网络用语沙发一词既没有实际意义，又占用了讨论版的空间，故很多的网络论坛现已经禁止发表类似“沙发”的无意义言论。